# Кристенсен, Тобиас (футболист)
То́биас Кри́стенсен (норв. Tobias Christensen; 11 мая 2000, Хеллимюр, Норвегия) — норвежский футболист, полузащитник клуба «Фехервар».

## Клубная карьера
Кристенсен — воспитанник кристиансаннского клуба «Вигёр», в составе которого в 2015 году дебютировал в третьем дивизионе Норвегии. В том же году Тобиас перешёл в «Старт», где в начале стал играть за молодёжную команду. 2 апреля 2017 года в матче против «Фредрикстада» он дебютировал в Первой лиге Норвегии. 1 октября в поединке против «Стрёммена» Тобиас забил свой первый гол за «Старт». По итогам сезона клуба смог пробиться в элиту. 11 марта 2018 года в матче против «Тромсё» он дебютировал в Типпелиге.

## Международная карьера
В 2018 году в составе юношеской сборной Норвегии Кристенсен принял участие в юношеском чемпионате Европы в Финляндии. На турнире он сыграл в матчах против команд Португалии, Финляндии и Италии. В 2019 году уже в составе молодёжной сборной поехал на чемпионат мира, где сыграл 3 матча.